# Robert K. Merton
Robert K. Merton, pseudonimo di Meyer R. Schkolnick (Filadelfia, 5 luglio 1910 – New York, 23 febbraio 2003), è stato un sociologo statunitense della corrente funzionalista, figlio di immigrati dell'Europa dell'Est.

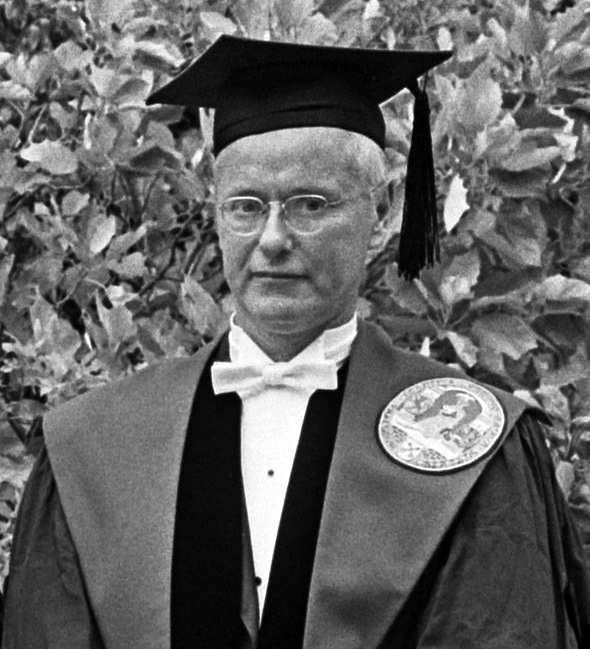
Robert K. Merton

I suoi contributi principali alla corrente funzionalista furono il lavoro sulle teorie di medio raggio, la chiarificazione e la rimessa a punto dell'analisi funzionalista, la teoria della devianza e il suo lavoro sui set dei ruoli.

## Biografia
È forse meglio conosciuto per aver coniato espressioni come "profezia che si autoavvera" e altre entrate nel linguaggio comune come "effetto San Matteo" o per l'uso scientifico del termine "serendipity".
Insegnò alla Columbia University per la maggior parte della sua carriera accademica. È opinione diffusa, ma errata, che sia stato uno studente di Talcott Parsons. Il grande sociologo era invece solo un membro della sua commissione di dottorato, in cui era presente anche Pitirim Sorokin: l'argomento della dissertazione era la storia e l'economia nell'Inghilterra del XVII secolo.
Per quanto sia considerato uno dei principali sociologi del funzionalismo, di cui Parsons è il maggiore rappresentante, Merton venne influenzato da altri maestri, come il già citato Sorokin e Paul Lazarsfeld, che lo indussero ad occuparsi delle "teorie di medio raggio".

### Teorie di medio raggio
In opposizione all'idea dei funzionalisti come Talcott Parsons di costruire una teoria onnicomprensiva e all'empirismo puro, Merton propone "teorie di medio raggio", così chiamate perché circoscritte a problemi e fenomeni specifici. Esempi di teorie di questo tipo sono per Merton, la ricerca sul suicidio di Émile Durkheim e quella sull'etica protestante e lo spirito del capitalismo di Max Weber.

### L'analisi funzionale
Merton sostiene che l'idea centrale del funzionalismo sia quella di interpretare i dati attraverso le loro conseguenze sulle strutture più grandi in cui sono implicati. Come Durkheim e Parsons egli analizza la società per vedere se le strutture culturali e sociali sono ben integrate oppure no. Merton inoltre è interessato a capire per quale motivo le società persistono e cerca le funzioni che facilitano l'adattamento di un dato sistema sociale. Infine Merton ritiene che i valori condivisi siano decisivi per spiegare come le società e le istituzioni funzionano.
L'analisi funzionalista classica viene considerata conservatrice in quanto rivolta alla ricerca dei fattori di turbamento delle strutture sociali disfunzionali che possono provocare una modifica nello status quo. Merton si discosta da quest'analisi tradizionale, e dunque anche da Talcott Parsons, perché si pone una domanda: "funzionale a chi?". Ammettendo l'esistenza di diversi gruppi di interesse all'interno della società, questa non è più considerata un organismo unitario e con ciò Merton introduce l'elemento del conflitto all'interno della sociologia funzionalista.

### Funzioni manifeste e funzioni latenti
Le funzioni manifeste sono le conseguenze che le persone in qualche modo si aspettano da una certa azione intrapresa, ciò che con essa intendono realizzare; le funzioni latenti di una certa pratica, tradizione o istituzione invece sono le conseguenze non riconosciute dai protagonisti né pianificate. Così, in un esempio che ricorda la distinzione paretiana tra azioni logiche e azioni non-logiche, Merton spiega come la danza del serpente presso gli indiani Hopi del nordamerica possa essere intrapresa con la funzione manifesta di far piovere e sia una pratica mantenuta in vita non dalla sua effettiva rispondenza a tale funzione ma per la sua efficacia a lungo termine, nel conseguire la funzione latente di consolidare l'unità del gruppo e i legami di solidarietà.

### Teoria della devianza di Merton

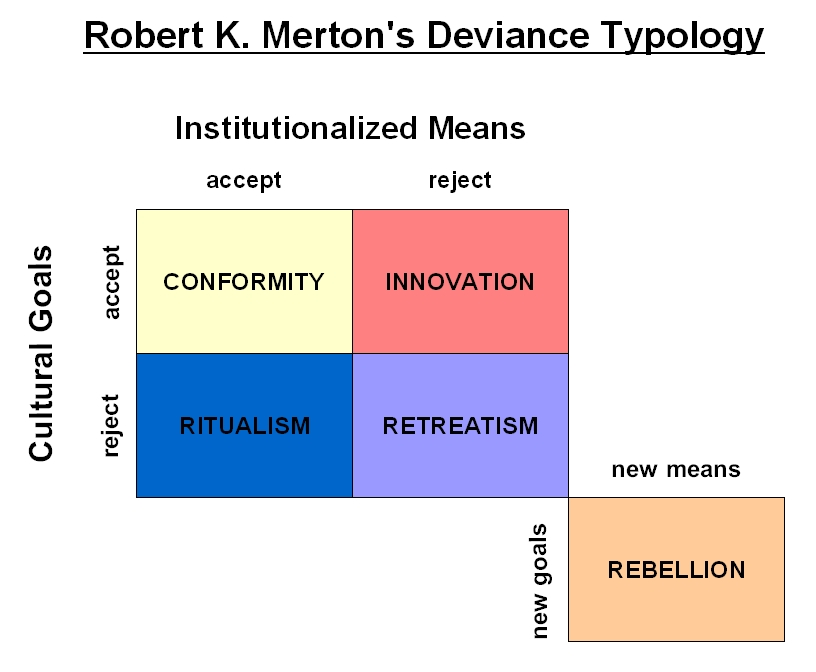
L'idea struttural-funzionalista di devianza e anomia di Merton.

Il termine anomia, derivato da Emile Durkheim, assume in Merton un significato nuovo: la discontinuità tra mete culturali e mezzi legittimi per raggiungerli. Secondo Merton, la devianza è il risultato della tensione tra la struttura sociale (status, ruolo, stratificazione sociale, accesso ai mezzi legittimi) e la struttura culturale (mete culturali verso cui gli individui devono essere orientati e mezzi legittimi per conseguirle).
Pensando agli Stati Uniti, egli vede il "sogno americano" come un'enfasi del successo economico, come scopo culturale, a cui però non corrisponde un'adeguata enfasi sui mezzi legittimi per raggiungerlo. Questa contraddizione porta a un aumento considerevole di devianza (nel senso in cui Parsons usa questo termine). Questa teoria è comunemente usata negli studi di criminologia.
| Mete culturali | Mezzi istituzionalizzati | Modalità di adattamento |
| -------------- | ------------------------ | ----------------------- |
| +              | +                        | Conformità              |
| +              | -                        | Innovazione             |
| -              | +                        | Ritualismo              |
| -              | -                        | Rinuncia                |
| ±              | ±                        | Ribellione              |

- Il conformismo consiste nel raggiungimento delle mete socio-cultuali attraverso i mezzi che la struttura culturale giudica legittimi. Non c'è devianza.
- Innovazione significa raggiungere le mete date, ricorrendo però a mezzi illegittimi. Un esempio relativo a questo tipo devianza è la ricerca del profitto economico attraverso pratiche illegali (corruzione, minaccia, truffa, traffico di droga, prostituzione, furto ecc).
- Il ritualismo consiste nell'usare i mezzi legittimi, senza tuttavia perseguire le mete culturali poiché le perde di vista concentrandosi eccessivamente sui mezzi. Il ritualista danneggia il sistema sociale (costituito dalla struttura sociale e dalla struttura culturale) perché non contribuisce al suo avanzamento né si impegna per migliorare se stesso. Un esempio è il burocrate il quale svolge il proprio ruolo in maniera troppo minuziosa, rispettando eccessivamente le regole al punto da non guardare più agli obiettivi iniziali; Merton ha definito trasposizione delle mete il fenomeno sociale descritto nell'esempio.
Sia l'innovazione che il ritualismo, secondo Merton, sono casi esemplari di anomia perché presentano tensione tra le mete e i mezzi.
- La rinuncia è l'atteggiamento di chi evita sia le mete che i mezzi legittimi per raggiungerli e adotta uno stile di vita qualificato come deviante (ad esempio tossicodipendenti, senza fissa dimora, vagabondi, ecc).
- La ribellione è l'atteggiamento di chi rifiuta e mette in discussione entrambi, sia le mete sia i mezzi, con l'obiettivo di sostituirli.

## Opere
- Teoria e struttura sociale, 1949 (ampliata nel 1957 e 1968)
- Libertà e controllo nella società moderna (1955)
- Ricerca sociologica (1963)
- Sociologia teoretica (1967)
- La sociologia della scienza (1973)

## Premi
- 1995 Medaglia commemorativa Derek de Solla Price